# Pseudois
Pseudois è un genere della famiglia Bovidae, che comprende due specie:
- Bharal o pecora azzurra himalayana (Pseudois nayaur)
- Pecora azzurra nana (Pseudois schaeferi)